# صراع الأحفاد (فلم)
صراع الأحفاد هو فيلم تشويق وإثارة مصري من إخراج عبد اللطيف زكي وتأليف كرم النجار  وبطولة نور الشريف، نورا، صلاح السعدني، السيد راضي، حسن حسني، سعيد عبد الغني، فريدة سيف النصر، المنتصر بالله وعبلة كامل، صدر الفيلم في 9 يناير 1989.

## نبذة
يموت الجد، ويوصي بتسليم ثروته لأفضل حفيد متزوج، تصر الجدة زهيرة هانم (أمينة رزق) على تنفيذ الوصية بحذافيرها، ليبدأ بعد ذلك صراع بين الأحفاد أبناء العمومة لكي يفوز كل منهم بها، والأحفاد الثلاثة يمثلون عناصر القوة المختلفة: المال والعقل والعضلات.
الحفيد الأول هو حجازي الأبله (نور الشريف)، لكنه يصبح ثرياً بزواجه من حبيبة (فريدة سيف النصر). أما الحفيد الثاني فهو برهان (صلاح السعدني) الكاتب الذي يرفض الدخول في هذه المنافسة، لكن زوجته نهلة (نورا) تصر على الاستمرار فيها. أما الحفيد الثالث فهو الملاكم مجدي الذي تحفزه المنافسة للفوز في البطولات الرياضية.

## طاقم العمل
- نور الشريف بدور حجازي نوح
- نورا بدور نهلة
- صلاح السعدني بدور برهان نوح
- السيد راضي بدور فتوح السيد - المخرج المسرحي
- حسن حسني بدور برعي بدران
- سعيد عبد الغني بدور النصاب
- فريدة سيف النصر بدور حبيبة العمشة
- المنتصر بالله بدور كتكوت مهرج السيرك
- عبلة كامل بدور مزيد سيد الغفير - الخادمة، زوجة مجدي

## وصلات خارجية
- مقالات تستعمل روابط فنية بلا صلة مع ويكي بيانات